# العالم السفلي: صعود الليكانز (فلم)
العالم السفلي: صعود الليكانز (بالإنجليزية: Underworld: Rise of the Lycans) هو فيلم حركة ورعب تم إنتاجه في الولايات المتحدة وصدر سنة 2009 , بطولة رونا ميترا ومايكل شين وكيفن جريفيوكس, وهو الجزء الثالث من سلسلة أفلام «العالم السفلي».

## القصة
الفيلم هو استكمال للجزئين السابقين من السلسلة نفسه، والتي تدور أحداثه حول الصراع الدموي بين تجار الموت (مصاصي الدماء) وعبيدهم الليكانز (المستذئبين)، والذين يوحدون صفوفهم بقيادة أحد شباب الليكانز (لوسيان) من أجل الانتقام من قائد مصاصي الدماء، والذي تقع ابنته في حب عدوه لوسيان، وتنجح في إخفاء تلك العلاقة حتى تنضم بالفعل لتلك الحرب الدامية، لكنها تكون إلى جانب الشاب الذي صار قائدا في الحرب ضد والدها.

## الميزانية والإيرادات
كلف الفيلم 35 مليون دولار وحقق أرباح تقدر بـ 92.1 مليون دولار.

## وصلات خارجية
مقالات تستعمل روابط فنية بلا صلة مع ويكي بيانات